# میان حاجی‌صاحب
میان حاجی‌صاحب (به انگلیسی: Mian Haji Sahib) یک شهر در پاکستان است که در اسلام‌آباد واقع شده‌است. میان حاجی‌صاحب ۸۳٬۸۵۳ نفر جمعیت دارد و ۴۷۹ متر بالاتر از سطح دریا واقع شده‌است.